# Geschichte des Kantons Glarus
Die Geschichte des Kantons Glarus umfasst die Entwicklungen auf dem Gebiet des schweizerischen Kantons Glarus von der Urgeschichte bis zur Gegenwart.

## Ur- und Frühgeschichte
Bronzezeitliche (13.–9. Jh. v. Chr.) Funde sind erste Belege menschlicher Anwesenheit im heutigen Kanton Glarus. Für die keltische Besiedlung (3. Jh. v. Chr.) sprechen Bodenfunde und Ortsbezeichnungen. So leitet sich der Name des Talflusses Linth vom keltischen Linta ab, was die Geschmeidige oder Schlange, Drache bedeutet.

## Antike und Mittelalter

### Römische Zeit
Reste römischer Bauten finden sich am Walensee und auf Kerenzen. Zu Beginn unserer Zeitrechnung gehörte das Glarnerland zur Provinz Rätien.

### Christianisierung
Die erste Talkirche wurde im 6. Jahrhundert in Glarus gebaut. Um 700 wanderten die Alemannen ein, deren Sprache sich aber erst im 11. Jahrhundert allgemein durchsetzte. Zu dieser Zeit unterstand das Glarnerland dem Kloster Säckingen.

### Der Weg in die Eidgenossenschaft
Im 13. Jahrhundert kam es unter habsburgische Vormacht, die die Glarner abzuschütteln versuchen. Sie verfügten nämlich über eine gewisse Eigenständigkeit, urkundet doch 1282 die Gemeinschaft der Männer des ganzen Tales Glarus. 1351 liessen sie sich von Zürchern und Innerschweizern erobern und schlossen am 4. Juni 1352 einen Bund mit Zürich, Uri, Schwyz und Unterwalden – nicht aber mit Luzern, Zug und Bern und errichteten unterhalb Näfels eine Letzimauer, von der Überreste heute noch festzustellen sind. Der Vertrag von 1352 war aber einseitig. Die Eidgenossen waren nur innerhalb der engen Glarner Landesgrenzen und unter gewissen formalen Bedingungen hilfspflichtig, ja sie konnten sogar eine Hilfeleistungen verweigern und frei Bündnisse eingehen. Die Glarner wurden dagegen verpflichtet ohne Prüfung und ohne räumliche Beschränkung unverzüglich und auf eigene Kosten Hilfe zu leisten und Bündnisse sich genehmigen lassen.
Schon kurz darauf hingegen kamen die Glarner im – nach Markgraf Ludwig benannten – Brandenburger Frieden vom 14. September 1352 mit Zug wieder an den Habsburger Herzog Albrecht. Erst nach der Niederlage bei Sempach 1386 unternahmen sie einen neuen Versuch und eroberten das Städtchen Weesen, das durch eine verräterische Mordnacht im Februar 1388 wieder verloren ging. Es folgte am 9. April 1388 der Sieg der Glarner bei Näfels, dem die Unabhängigkeit und gleichberechtigte Mitgliedschaft in der Eidgenossenschaft folgte. Seither erinnert die am ersten Donnerstag im April begangene Näfelser Fahrt an dieses Ereignis. Im Sempacherbrief von 1393 wurde Glarus erstmals gleichberechtigt in einem festen Verhältnis zu den Eidgenossen berücksichtigt, 1473 löste dann ein besserer Bundesbrief, zurückdatiert auf den 4. Juni 1352, den ursprünglichen Vertrag ab.
An der ersten ausführlich dokumentierten Landsgemeinde gaben sie sich 1387 eigene Satzungen und legten damit den Grundstein zur heutigen demokratischen Kantonsverfassung. 1395 kauften sie sich von Säckingen los, zahlten dem Frauenkloster aber noch bis zum Umsturz Ende des 18. Jahrhunderts einen ewigen Jahreszins.

## Neuzeit

### Reformation und Konfessionalismus
Schon vor 1530 war die Mehrheit der Glarner und Glarnerinnen reformiert geworden. Ulrich Zwingli hatte während zehn Jahren von 1506 bis 1516 in Glarus noch als katholischer Pfarrer gewirkt und seine Reformationsschrift Auslegung oder Begründung der Thesen oder Artikel 1523 Ammann, Rat und Gmeind des Lands Glaris gewidmet. Sein Schüler Valentin Tschudi wurde 1522 Pfarrer in Glarus, er war aber ein sehr gemässigter Reformator, der noch zu beiden Konfessionen Zugang hatte und auch für sie da war. Zu Beginn der Kirchenreform lud das Land Glarus 1525 die Stadt Ilanz/Glion zur Kirchweihfest ein, welche eine Delegation von 200 jungen Leuten aus dem Grauen Bund sandte. Dabei sprachen die Ilanzer in ihrem Antworteschreiben ihr Interesse aus, Gespräche mit dem Prädikanten und Landmann Anselm Bäbler zu führen. Im selben Jahr stellten die Glarner die jährliche Wallfahrt nach Einsiedeln ein und die Landsgemeinde beschloss 1528 und 1529 die freie Predigt zuzulassen. Die Gemeinden konnten nun frei wählen, ob sie den neuen Glauben annahmen oder nicht.
Nur Näfels und Oberurnen blieben beim alten Glauben und einige wenige andere Gemeinden wurden paritätisch. Die katholischen Orte wollten jedoch eine Rekatholisierung von Glarus erzwingen und lösten damit den sogenannten Glarnerhandel oder «Tschudikrieg» 1560–64 aus, der die Eidgenossenschaft an den Rand eines weiteren Religionskrieges brachte. Im 2. Glarner Landesvertrag von 1564 wurde festgelegt, dass die katholische Minderheit bei der Ämtervergabe nicht benachteiligt werden durfte und die Vogteien Gaster und Uznach nebst den entsandten Landvögten aus Glarus katholisch sein mussten, die Vogtei Werdenberg aber reformiert.
Erste Grundsätze von Religionsfreiheit vermochten jedoch die Spannungen zwischen den Konfessionen nicht zu verhindern. Immerhin überdauerte das Simultanverhältnis an der Kirche von Glarus: bis zur Weihe der katholischen Fridolinskirche 1964 nutzten beide Konfessionen die gleiche Kirche; daran vermochte selbst der verheerende Brand von Glarus (1861) nichts zu ändern. Die Staatsgewalt jedoch teilte sich. Es gab drei Landsgemeinden: je eine der Angehörigen der beiden Glaubensgruppen und die gemeinsame. Auch die Gerichte, das Militär- und Postwesen und der Salzhandel trennten sich. Beim Militärwesen ist das noch heute sichtbar durch den Pulverturm in Schwanden für den reformierten Landesteil.

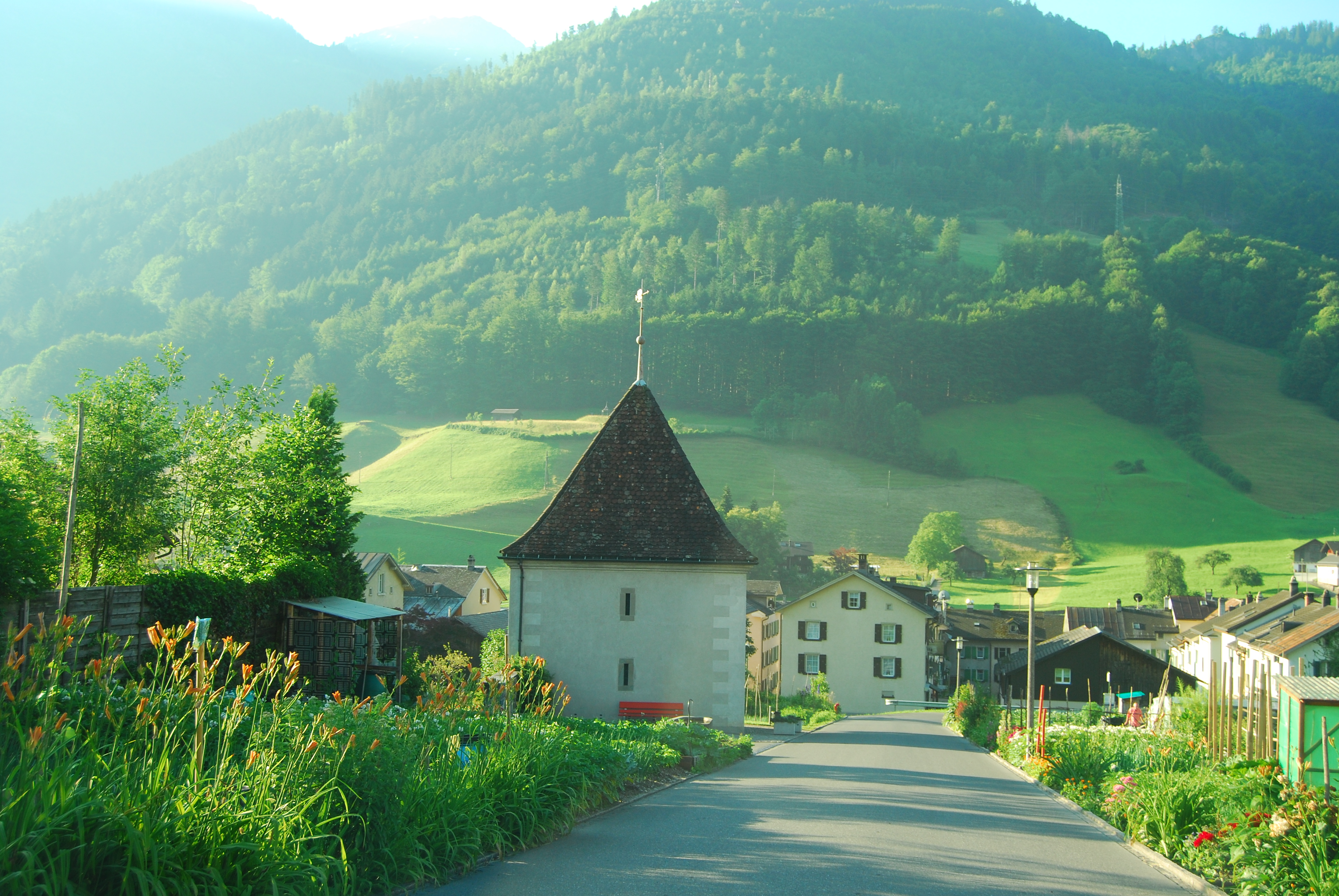
Pulverturm

Auch wurde Katholiken und Protestanten die Post getrennt zugestellt. Es galten gar, weil die Reformierten den Gregorianischen Kalender ablehnten, während eines Jahrhunderts zwei Kalender. 1836 hob die neue Kantonsverfassung diese konfessionelle Landesteilung auf. Unrühmliche Bedeutung erlangte der Kanton Glarus in der Rechtsgeschichte, als hier im Jahre 1782 mit der Enthauptung von Anna Göldi die letzte Hexenhinrichtung Mitteleuropas stattfand. Ebenfalls einmalig in Europa wurde im Kanton Glarus erst im Jahre 1851 offiziell die Folter als Mittel der gerichtlichen Wahrheitsfindung abgeschafft.

### Napoleonische Zeit
Im Jahr 1798 marschierten die Franzosen in die Schweiz ein. Im März wurde unter dem Druck Frankreichs in Aarau die Helvetische Republik ausgerufen. Das Land Glarus wurde zum Kanton Glarus, die Kantonsgrenzen wurden neu festgelegt. Johann Melchior Kubli wurde zum Senator als Vertreter von Glarus gewählt. Von 1798 bis 1803 gehörte Glarus kurzzeitig zum Kanton Linth. Der Glarner wurde bereits im Oktober zum Senatspräsidenten der Helvetischen Republik erkoren. 1799 wurde das Glarnerland zum Kriegsschauplatz fremder Heere. Die Franzosen zwangen die über den Pragelpass und das Klöntal vorgestossenen Russen unter General Suworow zum verlustreichen Rückzug über den verschneiten Panixerpass. Aus dem ausgehungerten Land zogen 1200 Kinder in andere Kantone, wo sie Ernährung und Hilfe finden mussten.

### 20. und 21. Jahrhundert
1968 erhalten die Glarnerinnen das partielle Stimmrecht. 1972 nehmen die ersten Frauen gleichberechtigt an der Landsgemeinde teil. 2006 beschliesst die Landsgemeinde die Gemeindestrukturreform. Aus 25 Gemeinden werden drei Einheitsgemeinden. Am 1. Januar 2011 wird die Reform endgültig umgesetzt.

## Wirtschaftsgeschichte

### Alpwirtschaft
Der Kanton Glarus ist der am stärksten industrialisierte Kanton der Schweiz. Ein Blick in die Wirtschaftsgeschichte zeigt, dass die Glarner schon früh keine Selbstversorger mehr waren. Sie sicherten sich bereits im 15. Jahrhundert ihr Auskommen mit Viehexport und Handel mit Milchprodukten, zu denen damals schon der Glarner Schabziger gehörte. Der Alpwirtschaft kommt heute noch Bedeutung zu. Die 96 Alpen werden von 125 Sennten mit knapp 14'000 Tieren bestossen. Je Alpsommer werden rund 4000 Tonnen Milch verarbeitet.

### Reisläuferei
Von etwa 1500 bis 1800 bildete die Reisläuferei eine der Hauptverdienstquellen der Glarner. Fast 1000 brachten es in fremden Diensten zum Offizier, einige zudem zu Ruhm, Ansehen und Reichtum; und noch viel mehr verloren als Soldaten ihr Leben. Der Herrschaftssitz von Kaspar Freuler zeugt von den Möglichkeiten eines Heerführers jener Zeit. Heute beherbergt dieses schönste Bürgerhaus der Schweiz aus dem 17. Jahrhundert das sehenswerte Museum des Landes Glarus (mit Textildruck-, Skisport-, Militär- und Waffenabteilung).

### Gewerbliche Produktion
Im 16. und 17. Jahrhundert kam der Handel mit gewerblichen Produkten (Schiefertafeln und -tische, Griffel, gestrickte Strümpfe, Kappen, Mätzenwebereiwaren) und später, in einer Zeit der Verdienstlosigkeit, die Handspinnerei auf.

### Fabrikindustrie
Um 1740 hält mit der ersten Zeugdruckerei die Fabrikindustrie Einzug ins Tal, was dazu führt, dass die Weberei aufgenommen wurde. In Zeiten des Niedergangs – wegen der Maschinenspinnerei und -weberei – kam es zu Auswanderungswellen. Mitte des 19. Jahrhunderts verliess jede zwölfte Person das Glarnerland. An diese wirtschaftlich schlimmen Situationen erinnert die Siedlung «New Glarus» im Staate Wisconsin/USA, die 1845 von ausgewanderten Glarnern und Glarnerinnen errichtet wurde, und zu der immer noch gute Beziehungen bestehen. Einige Jahre später (um 1865) kam es zum «glarnerischen Wirtschaftswunder». Die Bevölkerung wuchs stark an. Die Textilindustrie bot über 10'000 Arbeitsplätze an und ihre Produkte gelangten wegen ihrer ausgezeichneten Qualität, Marktforschung vor Ort und weit verzweigtem Netz an Handelsniederlassungen in jeden Winkel der Erde.

### Industrielle Erneuerung
Der Niedergang der Druck- und Textilindustrie gegen Ende des Jahrhunderts traf das Land hart. Doch schaffte, wie die oben erwähnten Zahlen belegen, die glarnerische Wirtschaft den Strukturwandel. So finden sich heute beispielsweise im denkmalgeschützten «Hänggiture»-Holzturm – an und in dem einst die bedruckten bunten Tücher zum Trocknen ausgehängt waren – High-Tech-Unternehmen. Die gewonnene Vielseitigkeit liess die glarnerische Wirtschaft widerstandsfähiger werden; geblieben ist die enorme Exportabhängigkeit.

## Sozialgesetzgebung
Seit alters her an das Mitbestimmen an der Landsgemeinde gewohnt, prägt die Glarner Arbeiterschaft zusammen mit Pfarrern und sozial gesinnten Ärzten (z. B. Fridolin Schuler) die Sozialgesetzgebung im 19. und 20. Jahrhundert. So wurde zum Beispiel 1856 die Fabrikarbeit für unter 12-Jährige verboten und 1864 das erste demokratisch durchgesetzte Fabrikgesetz erlassen. Es reduzierte die tägliche Arbeitszeit auf zwölf Stunden (1872 auf elf Stunden), verbot Nacht- und Kinderarbeit, schrieb Arbeitssicherheits- und Hygienemassnahmen vor und brachte einen bescheidenen Wöchnerinnenschutz. 1916 stimmte die Landsgemeinde der Schaffung einer kantonalen Alters- und Invalidenversicherung zu.
Diese erste obligatorische Sozialversicherung fand mit der AHV erst 1948 eine Entsprechung auf Bundesebene. Ebenfalls war es die Glarner Landsgemeinde, die 1925, als erstes seiner Art, das Gesetz über die Arbeitslosenversicherung erlassen hatte. In Schwanden gründeten 1839 200 Einwohner die Aktienbäckerei Schwanden. Sie war als Selbsthilfeorganisationen zur Vermittlung von Brot ein Vorläufer der Konsumvereine.